# Карагяур, Фёдор Савельевич
Фёдор Савельевич Карагяур (1929  —  2012) — бригадир колхоза «Гигант» Вулканештского района Молдавской ССР, Герой Социалистического Труда.

## Биография
Родился Фёдор Савельевич в Вулканештах в семье крестьянина в 1929 году, по национальности гагауз. Работать начал с юношеских лет, помогая родителям. После окончания 8-ми классов школы решил стать трактористом. Окончив курсы трактористов в Вулканештской МТС, пошел работать в колхоз. Затем служил в армии, после, в 1965 году вернулся работать в колхоз «Гигант».
С 1950 по 1967 год был помощником бригадира, с 1967 года - бригадиром четвёртой тракторно-полеводческой бригады. В 1971 году вступил в партию.
За большие трудовые заслуги перед Советским государством 8 апреля 1971 года Фёдор Савельевич был награждён своим первым Орденом Трудового Красного Знамени.
В 1972 году в своей бригаде он получил урожай озимой пшеницы 52,3 ц/га на площади в 580 га, на 560 га — по 56,4 ц/га кукурузы, на 400 гектарах — по 22 центнера подсолнечника. За счет применения механизированной обработки кукурузы и подсолнечника за один сезон сократил прямые производственные затраты на 20 тысяч рублей. За большие успехи в увеличении производства и продажи государству зерна и других продуктов земледелия, за проявленную доблесть на уборке урожая 14.12.1972 г. Фёдор Савельевич был удостоен звания Герой Социалистического Труда. 
С 1977 г. – работал бригадиром кормозаготовительной бригады. Был делегатом Всемирного конгресса миролюбивых сил в 1973 году, делегатом II Съезда колхозников Молдавии, депутатом Вулканештского поселкового совета депутатов трудящихся, членом правления колхоза «Гигант».
16 мая 1985 года за долголетний добросовестный труд в народном хозяйстве (35 лет) от имени Президиума Верховного Совета СССР, Указом Президиума Верховного Совета МССР награждён медалью "Ветеран труда".
19 ноября 1988 года за особые заслуги в труде и активное участие в общественной жизни Фёдору Савельевичу присвоено звание «Заслуженный колхозник» колхоза «Гигант» Вулканештского района МССР и вручён второй Орден Трудового Красного Знамени.
27 сентября 2011 года на основании решения Вулканештского городского Совета №8/7.2 за особые заслуги в области политической, экономической, социальной и культурной жизни города Фёдору Савельевичу присвоено звание «Почётный гражданин города Вулканешты».
Фёдор Савельевич воспитал 5-х детей (Дмитрий, Надежда, Иван, Татьяна и Наталья), 9 внуков и 10 
правнуков.